# Forced Shutdown
『Forced Shutdown』（フォースト・シャットダウン）は、日本の声優・シンガーソングライターである楠木ともりの2枚目のEPで、2021年4月28日にSACRA MUSICから発売された。

## 概要
前作のEPである『ハミダシモノ』以来、約8ヶ月ぶりとなるリリースで、全曲すべての作詞・作曲を楠木自身が手掛けている。

## 音楽性

### Forced Shutdown
この楽曲について楠木は、コロナ禍を経験し、SNSなど人と会わずにつながるということに世間がポジティブになってきたことに対して少し疑問があったといい、「自分を見つけるために、自分を守るために“つながらない”という選択肢を取ることもいいのではないか」という気持ちで作ったという。また、人とつながり過ぎてしまうことの息苦しさや窮屈さみたいなものも感じたといい、「顔が見えないからこそ伝わらないことがあったり、逆に伝わりすぎてしまうことがあったり。つながりすぎて、周りの情報が多すぎて、自分が分からなくなるという感覚が、私はすごく怖いと感じたんです」と語っている。
楽曲のタイトルを直訳すると『強制終了』という意味であるが、楠木は「閉ざしてそこからまたやり直す」という意味で名付け、「外界から自分を閉ざすと言うか。閉ざすという言葉はすごくネガティブなイメージを持たれると思いますが、自分の領域を守るために閉ざすのは、ポジティブな選択なんじゃないかと思います」と語っている。

### sketchbook
インディーズ時代に発表した『■STROKE■』に収録されている「スケッチブック」のセルフカバーで、タイトルと歌詞が変更されている。歌詞を変更したことについて楠木は「改めて今のタイミングで歌うことになって、自分の気持ちを歌にのせたいと思ったので、新しい歌詞に書き直しました」と語っている。
このEPの先行楽曲として、2021年1月31日に楠木のオフィシャルYouTubeチャンネルにて、ショートバージョンのリリックビデオが公開され、2月6日に配信限定でリリースされた。

### アカトキ
「sketchbook」同様、インディーズ時代に発表した『■STROKE■』に収録されている同名楽曲のセルフカバーで、作詞のみ鳴海夏音との共作である。
このEPの先行楽曲として、2020年12月22日に楠木のオフィシャルYouTubeチャンネルにて、ショートバージョンのリリックビデオが公開され、翌12月23日に配信限定でリリースされた。

### バニラ
2019年12月29日にEX THEATER ROPPONGIで行われたバースデーライブ「Kusunoki Tomori coming-of-age『WRAPPED///LIVE廿』」のアンコールで新曲として披露された楽曲。この楽曲について、楠木は「いままで夢を応援して支えてくれた家族や友人、いま応援してくださっているファンの方、これから出会う方に向けて歌詞を綴っています」と語っている。

## プロモーション
先着購入者特典として、特定の販売店で購入した場合は先着で各チェーン店ごとに、アナザージャケットや、メガジャケが配布された。
タワーレコードでは、『「楠木ともり×TOWER RECORDS」コラボキャンペーン』題してコラボキャンペーンが実施され、スペシャルコラボポスターを掲展示されるほか、期間限定で特別レシート発行やコラボ絵柄のポストカードが配布された。また、特別イベントとして2021年5月13日に『楠木ともり×TOWER RECORDS スペシャル配信イベント』の開催された。

## 収録曲
| 全作曲: 楠木ともり。 |                                   |                      |            |                            |      |
| #                    | タイトル                          | 作詞                 | 作曲・編曲 | 編曲                       | 時間 |
| 1.                   | 「Forced Shutdown」               | 楠木ともり           | 楠木ともり | 重永亮介                   | 4:21 |
| 2.                   | 「sketchbook」                    | 楠木ともり           | 楠木ともり | arabesque Choche(Chouchou) | 4:46 |
| 3.                   | 「アカトキ」                      | 楠木ともり・鳴海夏音 | 楠木ともり | 多田三洋                   | 5:51 |
| 4.                   | 「バニラ」                        | 楠木ともり           | 楠木ともり | 野村陽一郎                 | 5:57 |
| 5.                   | 「Forced Shutdown」(Instrumental) |                      | 楠木ともり |                            | 4:21 |
| 6.                   | 「sketchbook」(Instrumental)      |                      | 楠木ともり |                            | 4:46 |
| 7.                   | 「アカトキ」(Instrumental)        |                      | 楠木ともり |                            | 5:51 |
| 8.                   | 「バニラ」(Instrumental)          |                      | 楠木ともり |                            | 5:52 |
| 合計時間:            | 合計時間:                         | 合計時間:            | 合計時間:  | 41:45                      |      |

| #  | タイトル                                                 | 作詞 | 作曲・編曲 |
| -- | -------------------------------------------------------- | ---- | ---------- |
| 1. | 「Forced Shutdown」(Music Video)                         |      |            |
| 2. | 「バニラ」(Music Video)                                  |      |            |
| 3. | 「sketchbook」(Lyric Video)                              |      |            |
| 4. | 「アカトキ」(Lyric Video)                                |      |            |
| 5. | 「Kusunoki Tomori Birthday Candle Live「MELTWIST」映像」 |      |            |

## 参加ミュージシャン
| Forced Shutdown - Drums：関口孝夫 - Bass：okamu. - Guitar：設楽博臣 - Piano & All other instrumentals：重永亮介 sketchbook - All other instrumentals & Mix：arabesque Choche(Chouchou) | アカトキ - Piano：多田三洋 - Guitar：菊池真義 - Bass：山地恒太 - Drums：高インボム - Pere：nothch - 1st Violin：三井大生 - 2nd Violin：高橋暁 - Viola：田中景子 - Cello：橋本歩 - Trumpet：菅家隆介 - Trombone：鈴木大納言 - Tenor Sax：Homber バニラ - Guitar & All other instrumentals：野村陽一郎 - Electric Bass：砂山淳一 - Drums：中畑大樹 |

## リリース日一覧
| 地域 | リリース日    | レーベル    | 規格                   | 規格品番    | 形態                                                  |
| ---- | ------------- | ----------- | ---------------------- | ----------- | ----------------------------------------------------- |
| 日本 | 2021年4月28日 | SACRA MUSIC | CD+Blu-ray             | VVCL-1838/9 | 初回限定盤A                                           |
| 日本 | 2021年4月28日 | SACRA MUSIC | CD+DVD                 | VVCL-1840/1 | 初回限定盤B                                           |
| 日本 | 2021年4月28日 | SACRA MUSIC | CD+フォトブック        | VVCL-1842/3 | フォトブック盤 三方背ケース仕様、別冊フォトブック付。 |
| 日本 | 2021年4月28日 | SACRA MUSIC | CD                     | VVCL-1844   | 通常盤                                                |
| 日本 | 2021年4月28日 | SACRA MUSIC | デジタル・ダウンロード |             |                                                       |

## チャート
| チャート                                | 最高 順位 | 出典   |
| --------------------------------------- | --------- | ------ |
| 日本・オリコン 週間CDアルバムランキング | 4         | [ 1 ]  |
| Billboard Japan Hot Albums              | 7         | [ 2 ]  |
| Billboard Japan Top Albums Sales        | 5         | [ 22 ] |